# Drachenfelsbahn
| Triebwagen 6 und 3 am Fußgängerübergang unterhalb Schloss Drachenburg |                     |                                               |                                               |
| |                     |                                               |                                               |
| Kursbuchstrecke (DB): | 11001               |                                               |                                               |
| Streckenlänge: | 1,520 km            |                                               |                                               |
| Spurweite: | 1000 mm (Meterspur) |                                               |                                               |
| Stromsystem: | 750 Volt =          |                                               |                                               |
| Maximale Neigung: | 200 ‰               |                                               |                                               |
| Zahnstangensystem: | Riggenbach          |                                               |                                               |
| |                     |                                               |                                               |
| \| \| -0.03 \| Depot \| Depot \| \| \| 0,00 \| Königswinter Drachenfelsbahn \| 69 m ü. NN \| \| \| 0,10 \| geplantes Verbindungsgleis zur Petersbergbahn \| geplantes Verbindungsgleis zur Petersbergbahn \| \| \| 0,58 \| Oberweingartenweg \| Oberweingartenweg \| \| \| 0,70 \| Nibelungenhalle (bis 1976) \| 169 m \| \| \| \| Fußgängerüberweg \| \| \| \| 0,87 \| Steinbrücke bei der Drachenburg \| Steinbrücke bei der Drachenburg \| \| \| 0,94 \| Schloss Drachenburg (seit 1976) \| 198 m \| \| \| 1,06 \| achtbogiges Viadukt Drachenburg (57 m) \| achtbogiges Viadukt Drachenburg (57 m) \| \| \| 1,34 \| Drachenfelsstraße \| Drachenfelsstraße \| \| \| 1,52 \| Drachenfels (bis 1976 Bf) \| 289 m \| |                     |                                               |                                               |
| Betriebsstelle Streckenanfang | -0.03               | Depot                                         | Depot                                         |
| Bahnhof | 0,00                | Königswinter Drachenfelsbahn                  | 69 m ü. NN                                    |
| Abzweig geradeaus und ehemals von links | 0,10                | geplantes Verbindungsgleis zur Petersbergbahn | geplantes Verbindungsgleis zur Petersbergbahn |
| Strecke mit Straßenbrücke | 0,58                | Oberweingartenweg                             | Oberweingartenweg                             |
| ehemaliger Bahnhof | 0,70                | Nibelungenhalle (bis 1976)                    | 169 m                                         |
| Bahnübergang |                     | Fußgängerüberweg                              | Fußgängerüberweg                              |
| Strecke mit Straßenbrücke | 0,87                | Steinbrücke bei der Drachenburg               | Steinbrücke bei der Drachenburg               |
| Bahnhof | 0,94                | Schloss Drachenburg (seit 1976)               | 198 m                                         |
| Brücke | 1,06                | achtbogiges Viadukt Drachenburg (57 m)        | achtbogiges Viadukt Drachenburg (57 m)        |
| Strecke mit Straßenbrücke | 1,34                | Drachenfelsstraße                             | Drachenfelsstraße                             |
| Kopfbahnhof Streckenende (Strecke außer Betrieb) | 1,52                | Drachenfels (bis 1976 Bf)                     | 289 m                                         |

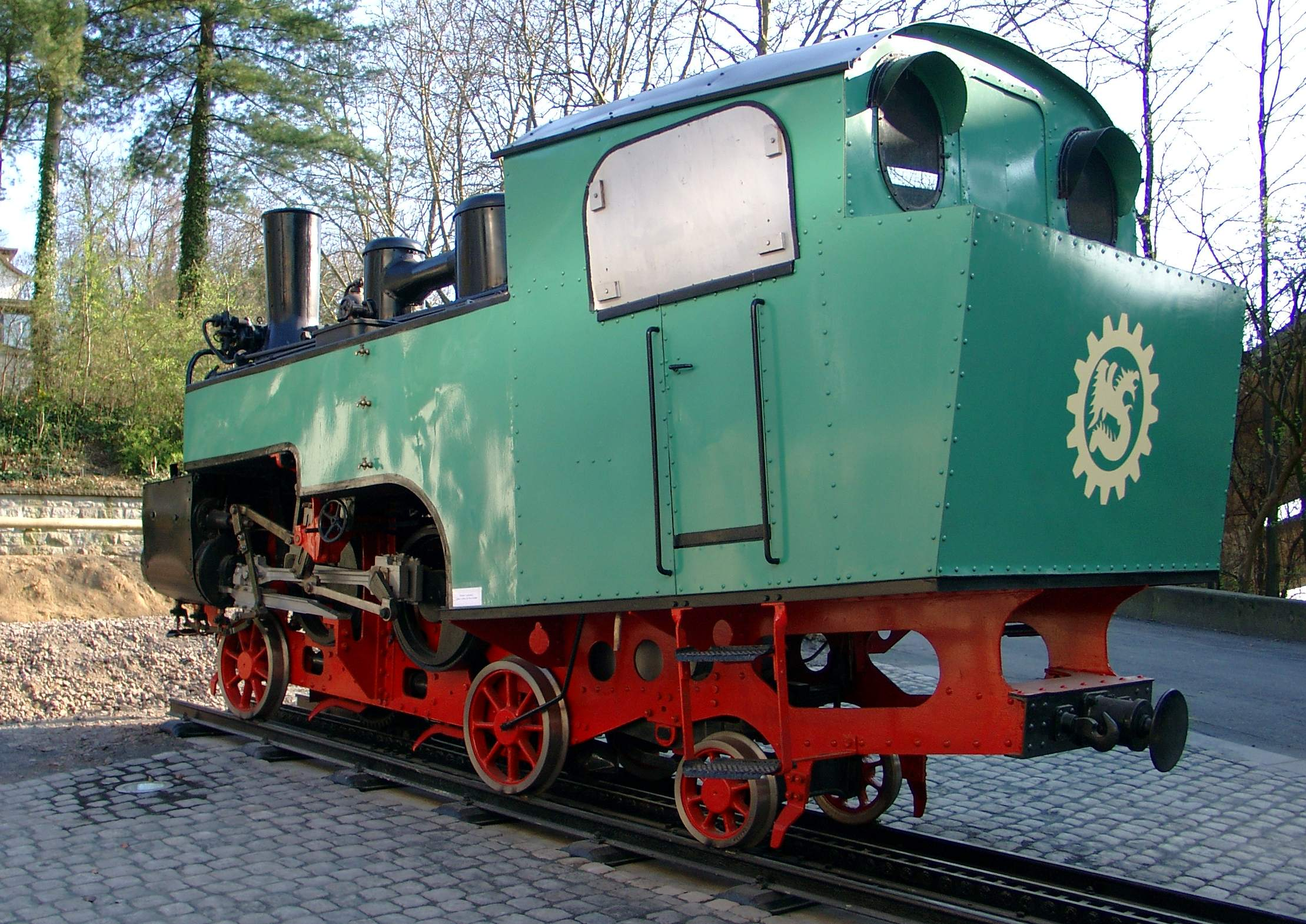
Dampflokomotive »2« an der Talstation vor ihrer Überdachung (2005)

Die Drachenfelsbahn ist die älteste betriebene Zahnradbahn in Deutschland. Sie ist als Eisenbahn konzessioniert und wird nach der betriebseigenen „Bau- und Betriebsordnung für die Drachenfelsbahn“, kurz „BO-Drach 2011“, von der Bergbahnen im Siebengebirge AG betrieben, die seit dem 7. Juli 2022 als GmbH firmiert. Diese fungiert sowohl als Eisenbahnverkehrsunternehmen als auch als Eisenbahninfrastrukturunternehmen. Die meterspurige Bahn verbindet seit 1883 die im Rheintal gelegene Altstadt von Königswinter mit dem Siebengebirge und endet knapp unterhalb des Drachenfels-Gipfels. Die 1520 Meter lange Strecke überwindet dabei 220 Höhenmeter, die maximale Steigung beträgt 20 Prozent. Die Drachenfelsbahn ist eine der meistgenutzten Zahnradbahnen Europas, bis 2008 beförderte sie mehr als 35 Millionen Fahrgäste. Neben der Bayerischen Zugspitzbahn, der Wendelsteinbahn und der Zahnradbahn Stuttgart ist die Drachenfelsbahn eine von nur noch vier betriebenen Zahnradbahnen in Deutschland. Die Strecke ist komplett mit Stahlschwellen ausgerüstet.

## Geschichte
1881 beantragte die Deutsche Lokal- und Straßenbahngesellschaft aus Berlin die Konzession für eine Bergbahn auf den Drachenfels. Die Genehmigung wurde am 29. August 1881 vom Kölner Regierungspräsidenten erteilt. Am 13. Juli 1883 fand die erste Personenfahrt statt; vier Tage später wurde die Drachenfelsbahn als erste deutsche Zahnradbahn mit öffentlichem Personenverkehr feierlich eröffnet. Die Bahn galt als technische Sensation und wurde ein Publikumsmagnet. Durch sie konnten die Besucher den Drachenfels-Gipfel und die Burgruine Drachenfels erstmals ohne den beschwerlichen Aufstieg erreichen. Auch das von der Mittelstation aus erreichbare, 1884 fertiggestellte Schloss Drachenburg, wurde zu einem beliebten Ausflugsziel per Bahn. Der ursprüngliche Sommerfahrplan sah sieben Berg- und Talfahrten sowie eine weitere Fahrt an Sonn- und Feiertagen vor, während laut Winterfahrplan nur an Sonn- und Feiertagen gefahren wurde.
1912 trennte sich die Deutsche Lokal- und Straßenbahngesellschaft wieder von ihrer Bergbahn. Neuer Eigentümer wurde der Kölner Unternehmer Ferdinand Mülhens, Chef und Inhaber des weltbekannten Hauses 4711. Neun Jahre später, am 13. Juli 1923, fusionierte er schließlich die Drachenfelsbahn mit der benachbarten Petersbergbahn zur bis heute bestehenden Bergbahnen im Siebengebirge AG.

Fahrplan der Drachenfelsbahn (um 1900)

Talstation

Gleisbett mit Zahnradführung

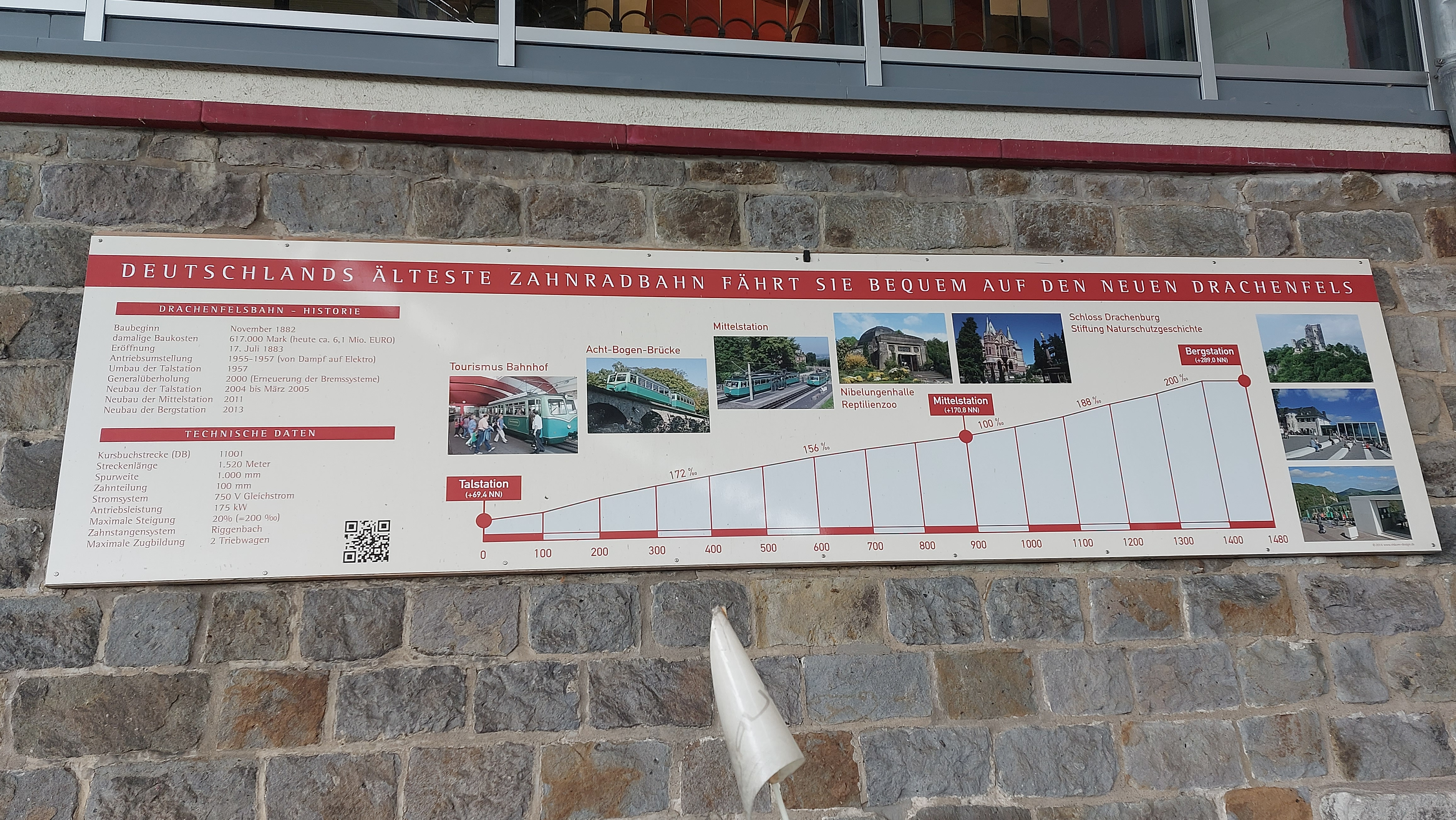
Infotafel zum Streckenverlauf

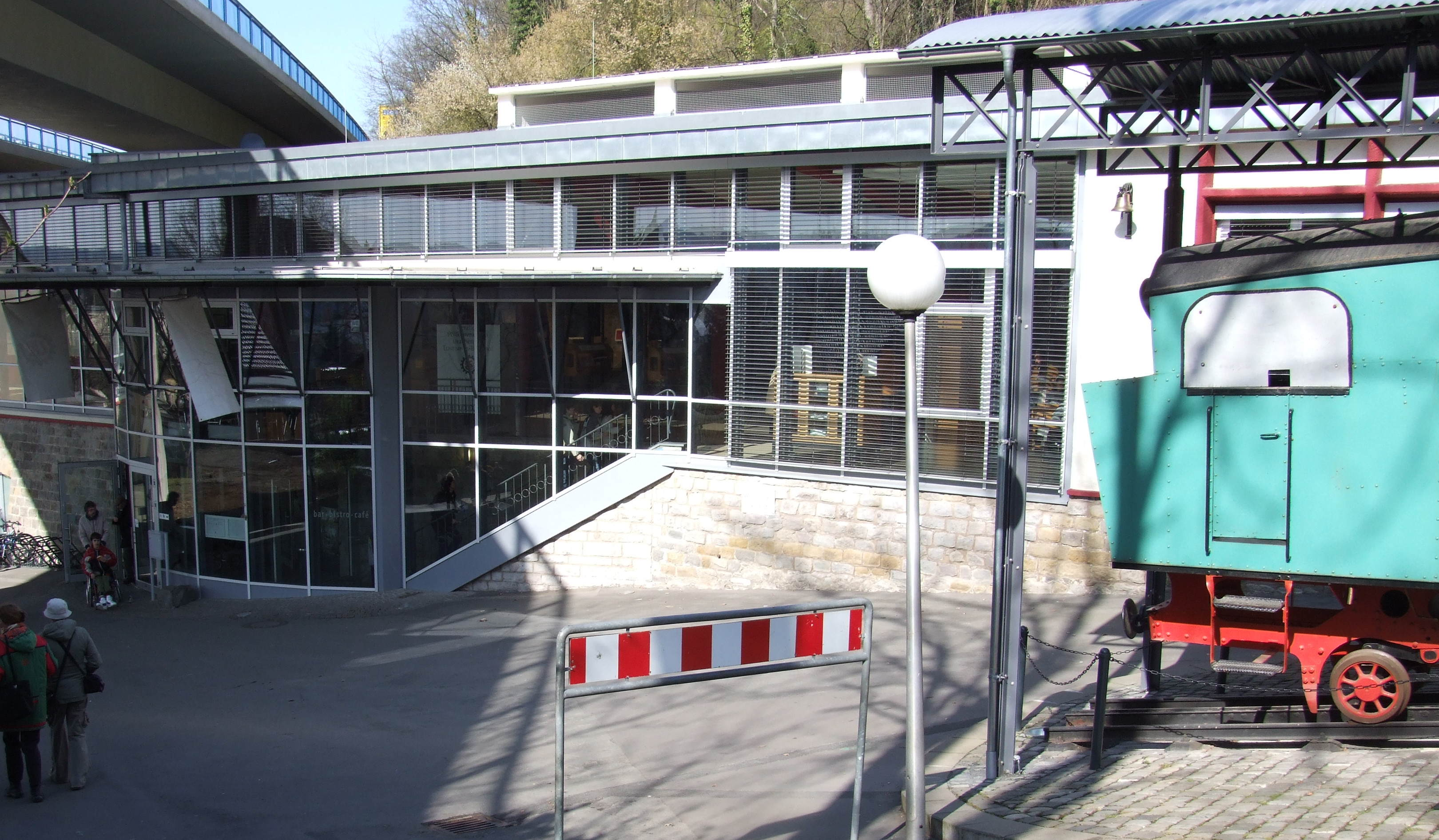
Besucher-Zentrum, Tourismus-Bahnhof, Talstation

1951 wurde die Talstation der Drachenfelsbahn neugebaut. Am 12. Juni 1953 wurde die Oberleitung in Betrieb genommen, anfangs verkehrte jedoch nur ein elektrischer Triebwagen (ET I). Nach und nach wurden weitere Triebwagen angeschafft, welche die Dampflokomotiven und Vorstellwagen sukzessive ersetzten. Diese Fahrzeuge aus den 1950er Jahren werden dabei bis heute genutzt, außer ET I. Im Sommer 1957 erfolgte ein umfassender Umbau der seither durch Beton, Stahl und Bruchsteinwände charakterisierten Talstation.
Am 14. September 1958 kam es zu einem schweren Unfall: Die Dampflokomotive der letzten Talfahrt an diesem Tag entgleiste durch überhöhte Geschwindigkeit, weil die Bremsen versagten. 18 Menschen starben, 112 wurden darüber hinaus verletzt.
Im März 1976 wurde die Mittelstation von der Nibelungenhalle 200 m bergwärts zum Schloss Drachenburg verlegt und zur gleichen Zeit an der Bergstation das zweite Gleis abgebaut. Von Oktober 2004 bis März 2005 wurde die Talstation zu einem „Drachenfels Tourismus-Bahnhof“ als Kombination aus Bahnhof, Touristeninformation und Ausstellungsstätte umgebaut und erweitert. Die Mittelstation am Schloss Drachenburg wurde von März 2010 bis Mai 2011 in modernisierter Form neu aufgebaut. Von 2012 bis 2013 folgte im Zuge der Umgestaltung des Drachenfels-Plateaus auch ein Umbau der Bergstation.

### Angedachte Seilbahn nach Rhöndorf
Anfang der 1950er Jahre gab es Überlegungen, eine Seilbahn von Rhöndorf zum Drachenfels zu bauen. Die örtlichen Unternehmen – allen voran der Bäckermeister und CDU-Stadtrat Peter Profittlich († 1963) – versprachen sich Mehrumsätze durch die erwarteten Touristen. Ein Gegner dieses Projektes war der damalige Bundeskanzler Konrad Adenauer, der in Rhöndorf wohnte und die erwartete Unruhe durch Touristen ablehnte. Ende Februar 1959 wurde der im April 1953 eingebrachte Antrag von der NRW-Landesregierung „aus Naturschutzgründen“ abgelehnt.

## Betrieb
Die Züge verkehren regulär im 30-Minuten-Takt. Die Abfahrt an der Talstation erfolgt dabei immer zur vollen und zur halben Stunde, die an der Bergstation entsprechend um eine Viertelstunde versetzt. Bei hohem Besucherandrang und Verfügbarkeit der Fahrer verkehren die Züge alle 15 Minuten. Die Fahrtzeit über die Gesamtstrecke beträgt acht Minuten, es gilt ein Sondertarif.

## Drachenfels Tourismus-Bahnhof

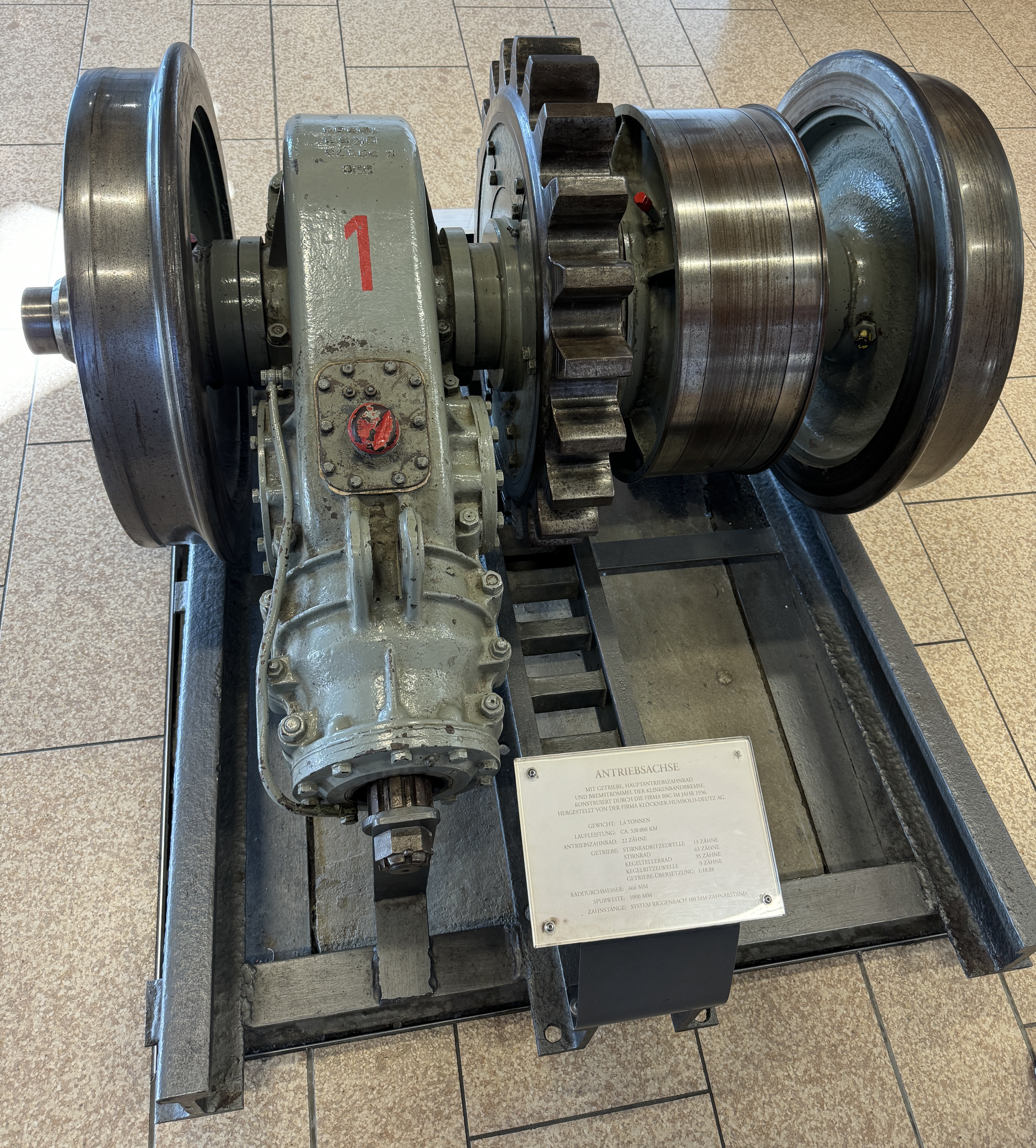
Im Foyer des Drachenfels Tourismus-Bahnhofs: originale Antriebsachse mit Getriebe, Hauptantriebszahnrad und Bremstrommel der Klinkenbandbremse

Am Fuße des Drachenfels liegt der im März 2005 in der heutigen Form eröffnete Drachenfels Tourismus-Bahnhof. In der teilweise umgebauten Talstation der Drachenfelsbahn ist neben der Tourist-Information eine Ausstellung über die Sehenswürdigkeiten des Siebengebirges untergebracht. Dort findet sich die gläserne Werkstatt der Bahn und eine Ausstellung über die Geschichte der Drachenfelsbahn. Im Obergeschoss des Bahnhofes wird auf einer Fläche von 22 m² eine Modellbahnanlage vorgeführt. Diese zeigt einen Teil der Altstadt von Königswinter, die Talstation, die Strecke mit den Villen und Schloss Drachenburg sowie die Bergstation mit dem Drachenfels im Jahre 1927.

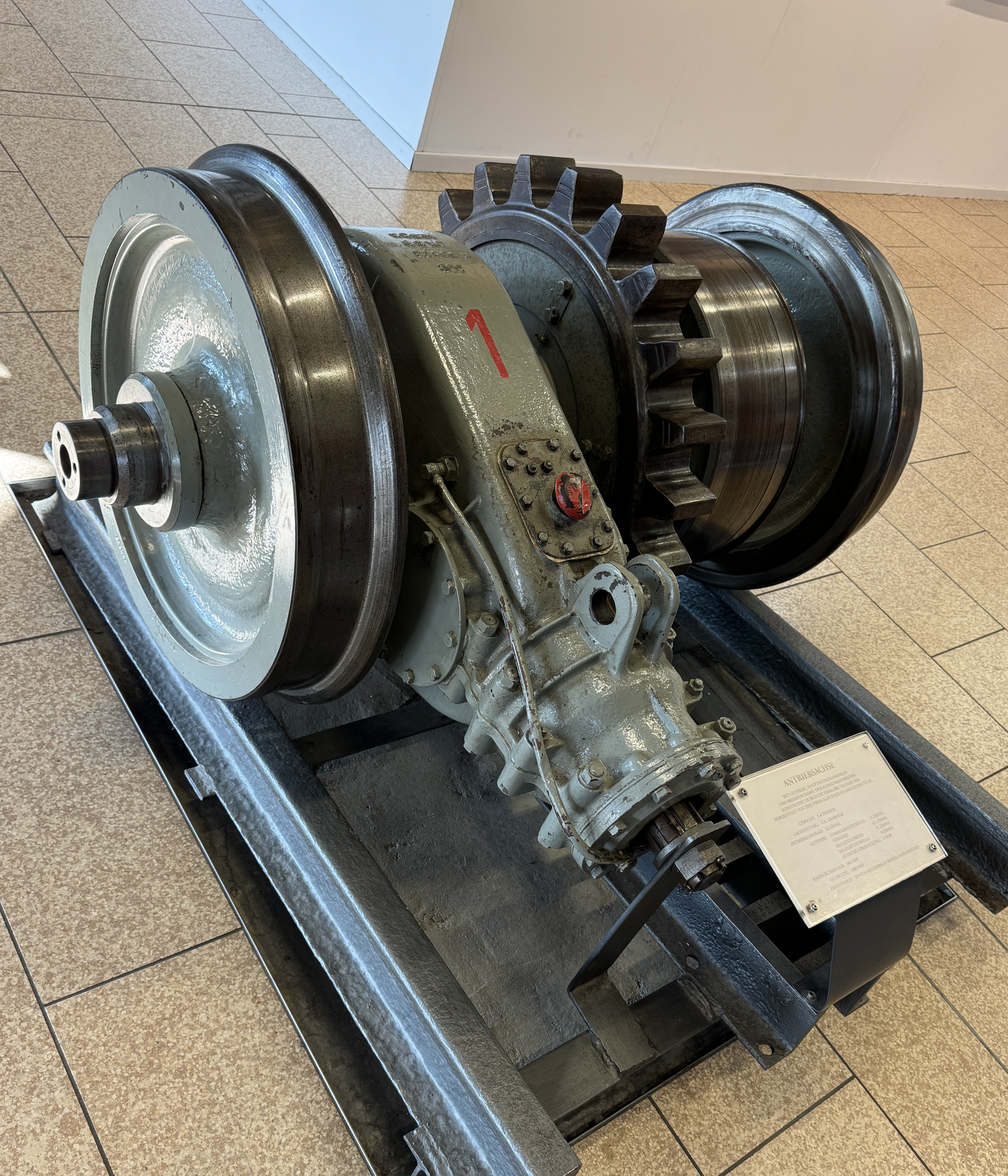

Die Dampflokomotive Nr. 2II steht seit 1968 als Denkmal vor der Talstation. Bei ihrer Restaurierung 2005 in Polen wurden die Schienenräumer links und rechts der beiden Zahnräder vertauscht eingebaut, einige Fehlteile nicht ergänzt und die Lokomotive mit einem grünen Farbton versehen, welcher nicht dem Ursprungszustand entspricht. Da diese Dampflokomotive ein Kulturdenkmal ist und unter Denkmalschutz steht, wurden in der Zwischenzeit die Schienenräumer wieder korrekt angebracht.

## Briefmarken
Anlässlich des 125-jährigen Bestehens der Drachenfelsbahn wurde am 3. Juli 2008 eine von dem Grafiker Lutz Menze gestaltete Briefmarke herausgegeben.

## Fahrzeuge
Seit 1982 werden die Fahrzeugnummern in arabischen Ziffern angeschrieben. Diese ersetzen die zuvor in römischen Zahlen angegebenen Fahrzeugnummern.

### Dampflokomotiven
| Betriebs-Nr. | Bauart      | Hersteller | Baujahr | Fabriknummer | Drachenfelsbahn | weitere Nutzung | Abbildung |
| ------------ | ----------- | ---------- | ------- | ------------ | --------------- | --- | --------- |
| 1            | 2/a-n2t     | Esslingen  | 1883    | 1982         | 1883–1929       | ++1929 |           |
| 2            | 2/a-n2t     | Esslingen  | 1883    | 1983         | 1883–1927       | ++1927 |           |
| 3            | 2/a-n2t     | Esslingen  | 1883    | 1984         | 1883-1927       | ++1927 |           |
| 1II          | (2)1’/b-h2t | Esslingen  | 1929    | 4225         | 1929–19xx       | 19xx–1958 Petersbergbahn ++1958? |           |
| 2II          | (2)1’/b-h2t | Esslingen  | 1927    | 4185         | 1927–1958       | +nach 14.10.1958, 1959 kalt abgestellt, seit 1968 am Talbahnhof der Drachenfelsbahn Königswinter als Denkmal aufgestellt, 2005 äußerlich aufgearbeitet und überdacht |           |
| 3II          | (2)1’/b-h2t | Esslingen  | 1927    | 4187         | 1927–14.09.1958 | bei Unfall am 14. September 1958 schwer beschädigt und anschließend zur Klärung des Unfallhergangs untersucht                                                        |           |
| 4            | (2)1'/b-h2t | Esslingen  | 1928    | 4220         | 1928–1951       | 1951–1958 Petersbergbahn ++1958? |           |
| 5            | (2)1'/b-h2t | Esslingen  | 1926    | 4161         | 1926–1938       | ?–1938 Petersbergbahn; 1938–1939 Niederwaldbahn, Rüdesheim als „Saar“; 1939–1952 ? ++1952                                                                            |           |

### Vorstellwagen
| Betriebs-Nr. | Bauart | Hersteller | Baujahr | Fabriknummer | Drachenfelsbahn | weitere Nutzung | Abbildung |
| ------------ | ------ | ---------- | ------- | ------------ | --------------- | --- | --------- |
| 1            |        |            | 1883    |              | 1883–1958       | 1950 Umbau zum geschlossenen Wagenkasten mit Dampfheizung für den Dienstbetrieb der Alliierten Hohen Kommission zum Petersberg; 1950–1953 Petersbergbahn; 1953 Umbau zum ET I +1963; 1963 abgestellt bei der stillgelegten Petersbergbahn; 1963–? als Baubude in Bonn-Beue |           |
| 2            |        |            | 1883    |              | 1883–1958       | +14.10.1958 nach Unfall ++ |           |
| 3            |        |            | 1883    |              | 1883–1950       | um 1950 ausgemustert, ersetzt durch Wagen 3II |           |
| 4            |        |            | 1883    |              | 1883–1958       | +14.10.1958 nach Unfall ++ |           |
| 5            |        |            | 1883    |              | 1883–1958       | infolge Kriegsschäden mit neuem Aufbau mit halbgeschlossener Plattform versehen, nach 1958 verschrottet |           |
| 6            |        |            | 1883    |              | 1883–1958       | infolge Kriegsschäden mit neuem Aufbau mit halbgeschlossener Plattform versehen, nach 1958 verschrottet |           |
| 3II          |        |            | 1884    |              | 1952–58         | 1884–1950 Niederwaldbahn Rüdesheim 5; +14.10.1958 nach Unfall ++ |           |

Die Vorstellwagen 1 bis 6 hatten vier Abteile, der Vorstellwagen 3II ex. Niederwaldbahn fünf.

### Güterwagen
| Betriebs-Nr. | Bauart          | Hersteller | Baujahr | Fabriknummer | Drachenfelsbahn | weitere Nutzung | Abbildung |
| ------------ | --------------- | ---------- | ------- | ------------ | --------------- | --- | --------- |
| (1)          | Niederbordwagen | Esslingen  | 1883    | 5775         | 1883II          | zwischen 1889 und 1957 auch bei der Petersbergbahn i. E.; 2022 bei der Drachenfelsbahn als Werkstattwagen i. E. mit nachgerüsteten Streckenscheinwerfern. |           |

### Triebwagen
| Betriebs-Nr.  | Bauart | Hersteller   | Baujahr   | Fabriknummer | Drachenfelsbahn                  | weitere Nutzung                                                                        | Abbildung |
| ------------- | ------ | ------------ | --------- | ------------ | -------------------------------- | -------------------------------------------------------------------------------------- | --------- |
| ET I (3II)    | 2/a-el | Eigenbau/BBC | 1884/1953 | ?            | 1953–1963 +1963                  | 1963 abgestellt bei der stillgelegten Petersbergbahn; 1963–? als Baubude in Bonn-Beuel |           |
| ET 2 (ET II)  | 2/a-el | Rastatt/BBC  | 1955      | 3912 (000/0) | 1955–1982 ET II; seit 1982 ET 2  |                                                                                        |           |
| ET 3 (ET III) | 2/a-el | Rastatt/BBC  | 1956      | 6011         | 1957–1982 ET III; seit 1982 ET 3 |                                                                                        |           |
| ET 4 (ET IV)  | 2/a-el | Rastatt/BBC  | 1959      | 6100         | 1959–1982 ET IV; seit 1982 ET 4  |                                                                                        |           |
| ET 5 (ET V)   | 2/a-el | Rastatt/BBC  | 1960      | 6144         | 1960–1982 ET V; seit 1982 ET 5   |                                                                                        |           |
| ET 6 (ET VI)  | 2/a-el | Eigenbau/BBC | 1979      |              | 1978–1982 ET VI; seit 1982 ET 6  |                                                                                        |           |

## Trivia
Seit 2006 bietet die Stadt Königswinter an, standesamtliche Eheschließungen in einem Triebwagen der Drachenfelsbahn zu vollziehen. Die Amtshandlung wird bei geschlossenen Wagentüren in der Bergstation praktiziert.

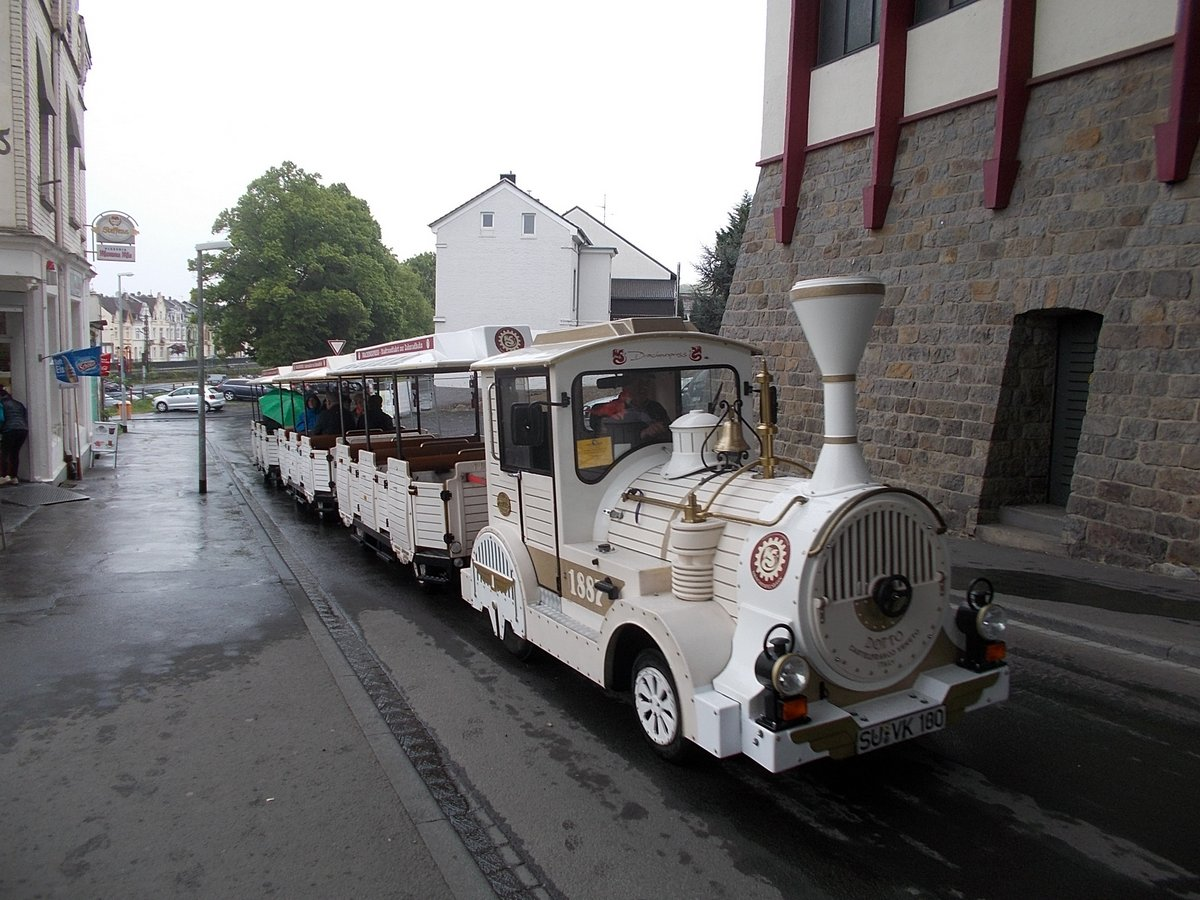
Lokomobil an der Talstation

Als Zubringer von Königswinter zur Talstation betreibt die Drachenfelsbahn eine Wegebahn namens Lokomobil.

## Galerie

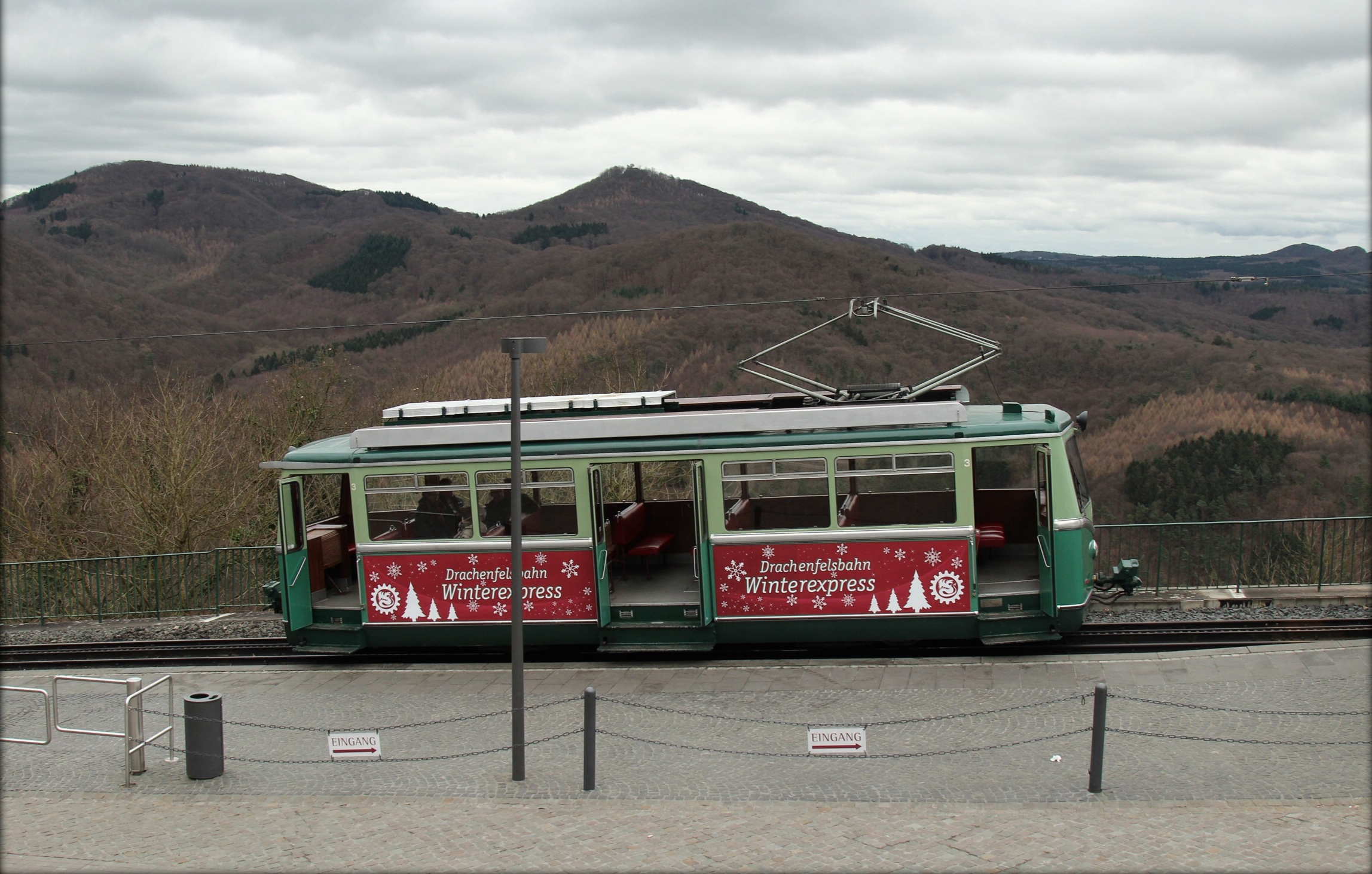
ET 3 (ex. ET III) im Februar 2016 und Werbeanschrift.
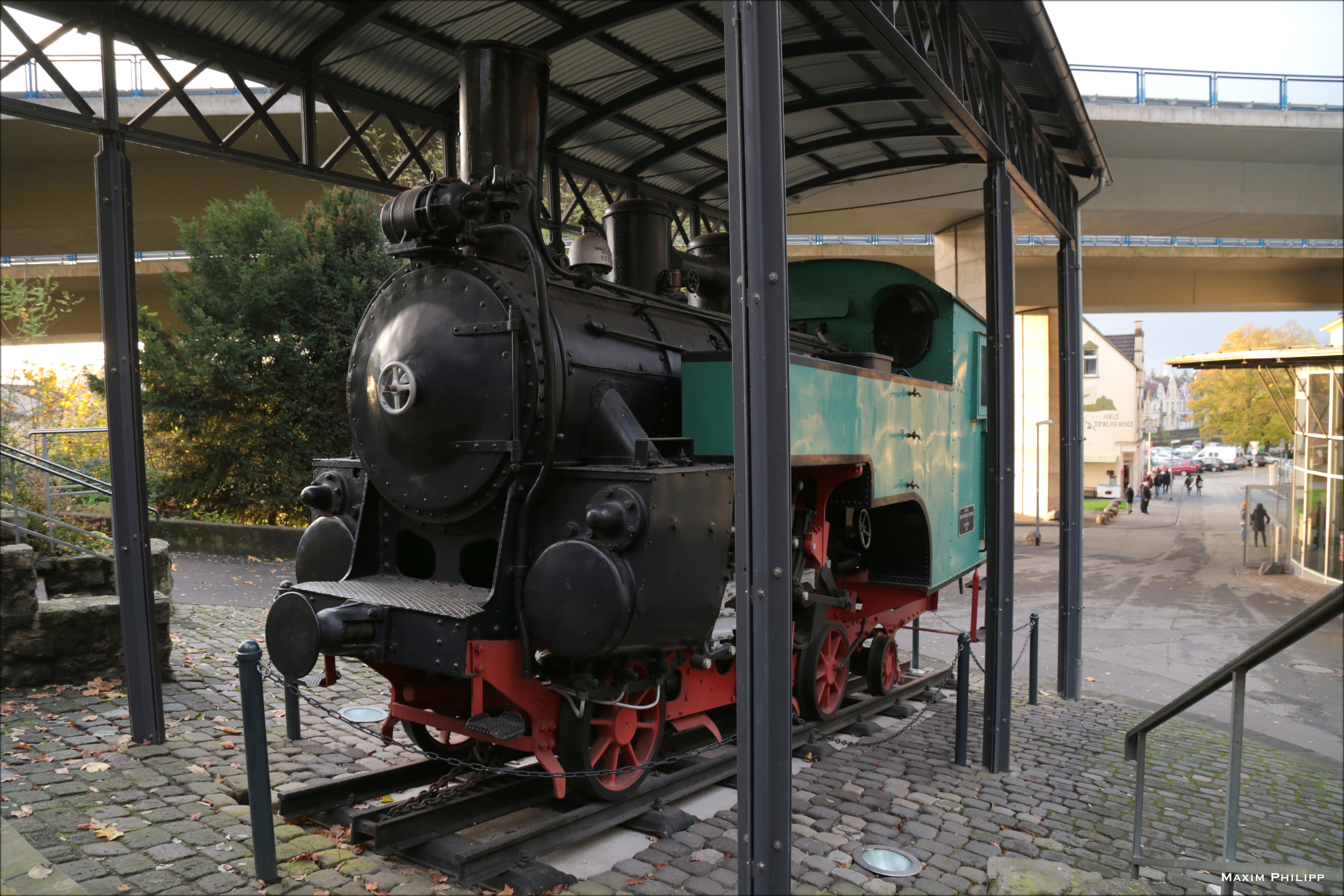
Lok 2 (II), die Bergungslokomotive des Unfalls 1958.
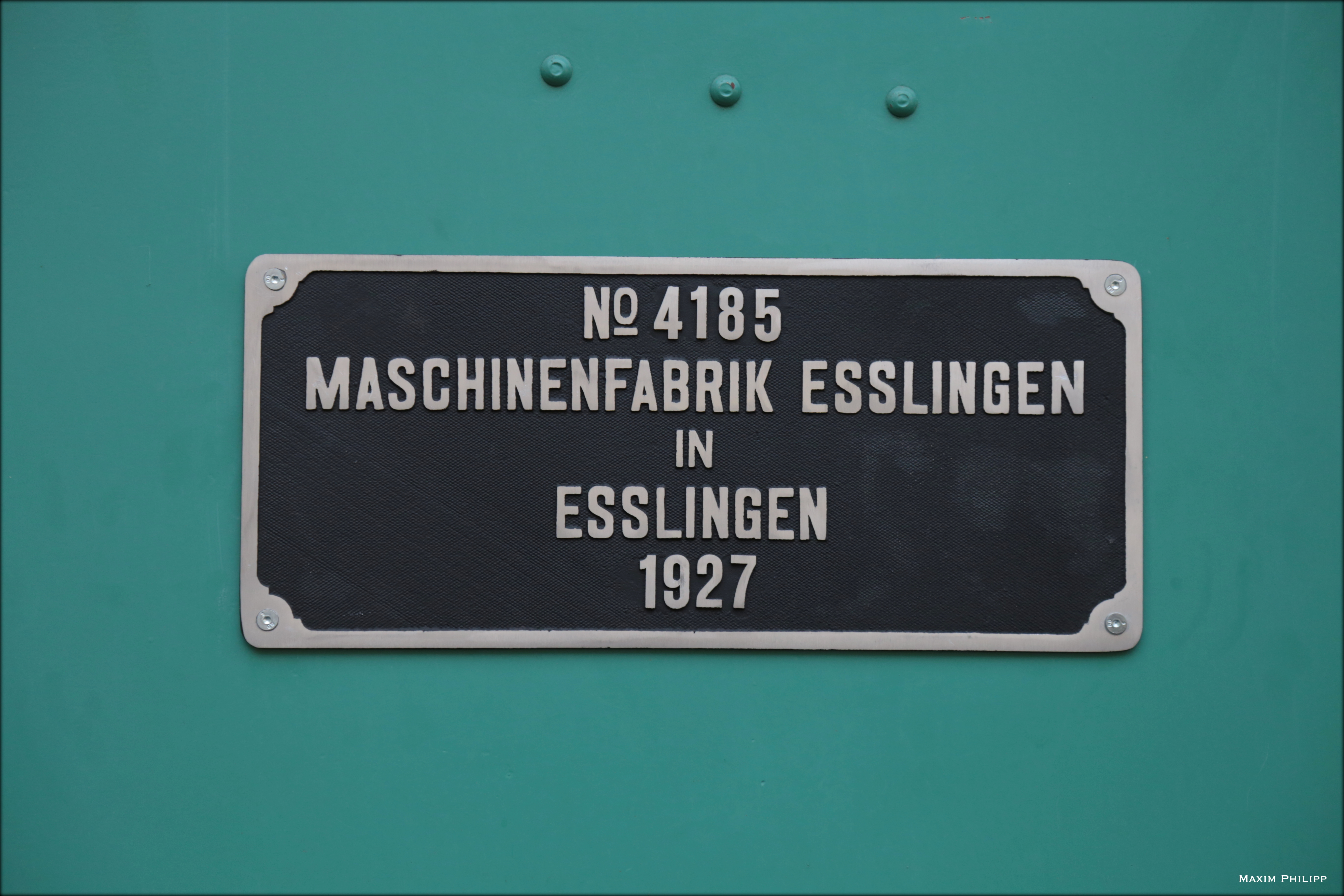
Lok 2 (II) seit 2017 wieder mit Fabrikschild.
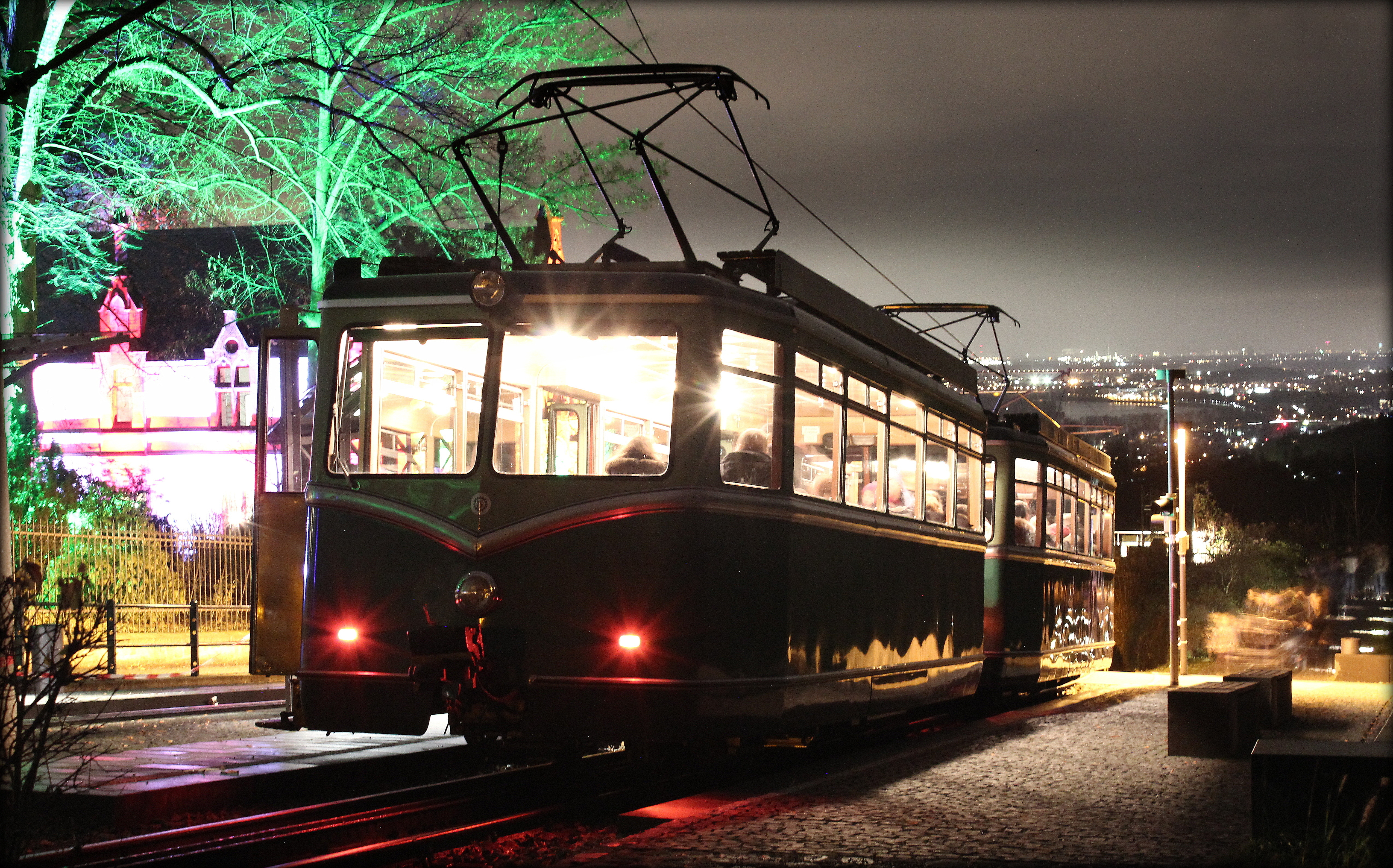
Doppeltraktion zweier ET in der Mittelstation.
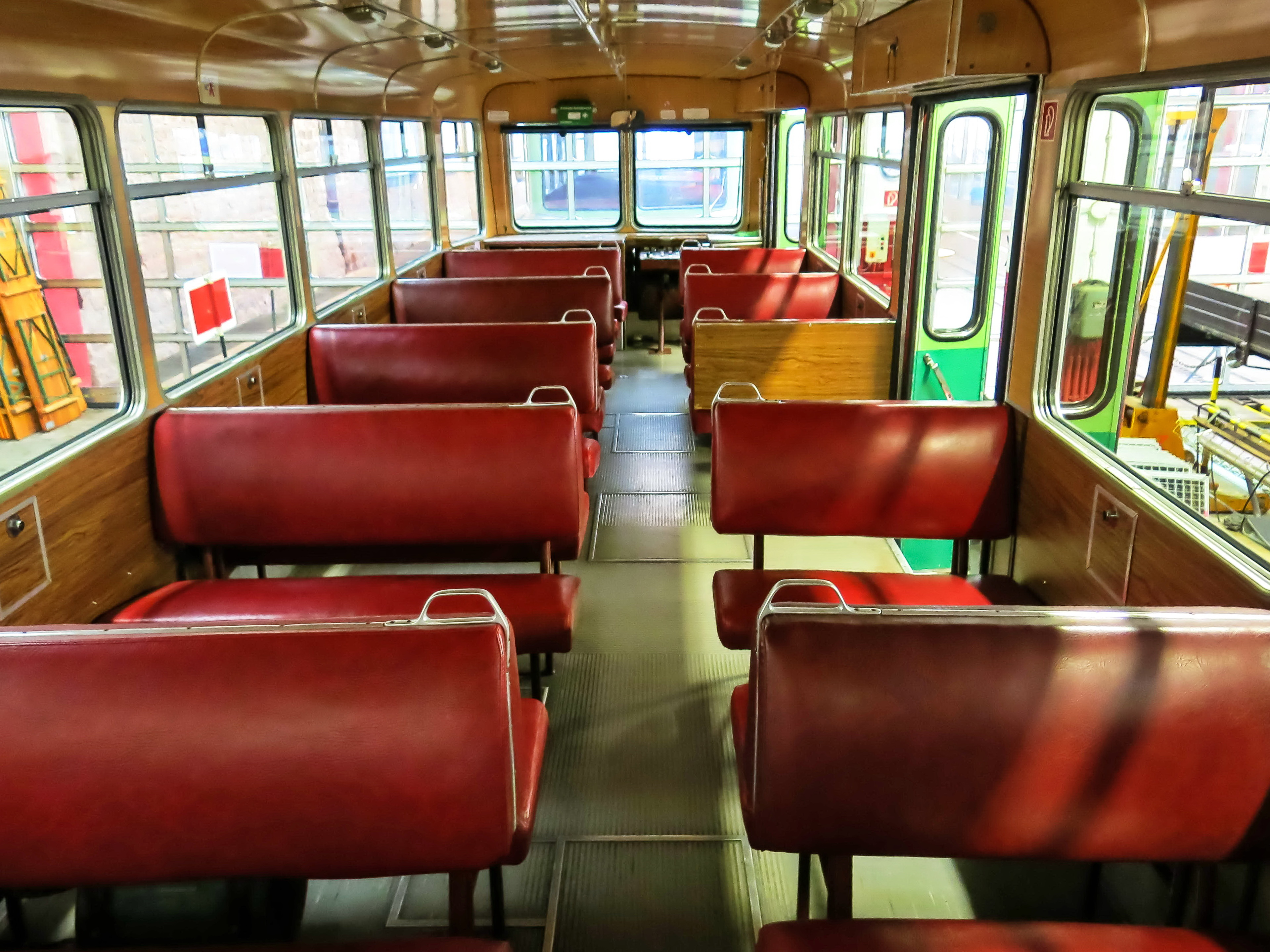
Innenraum eines Triebwagens
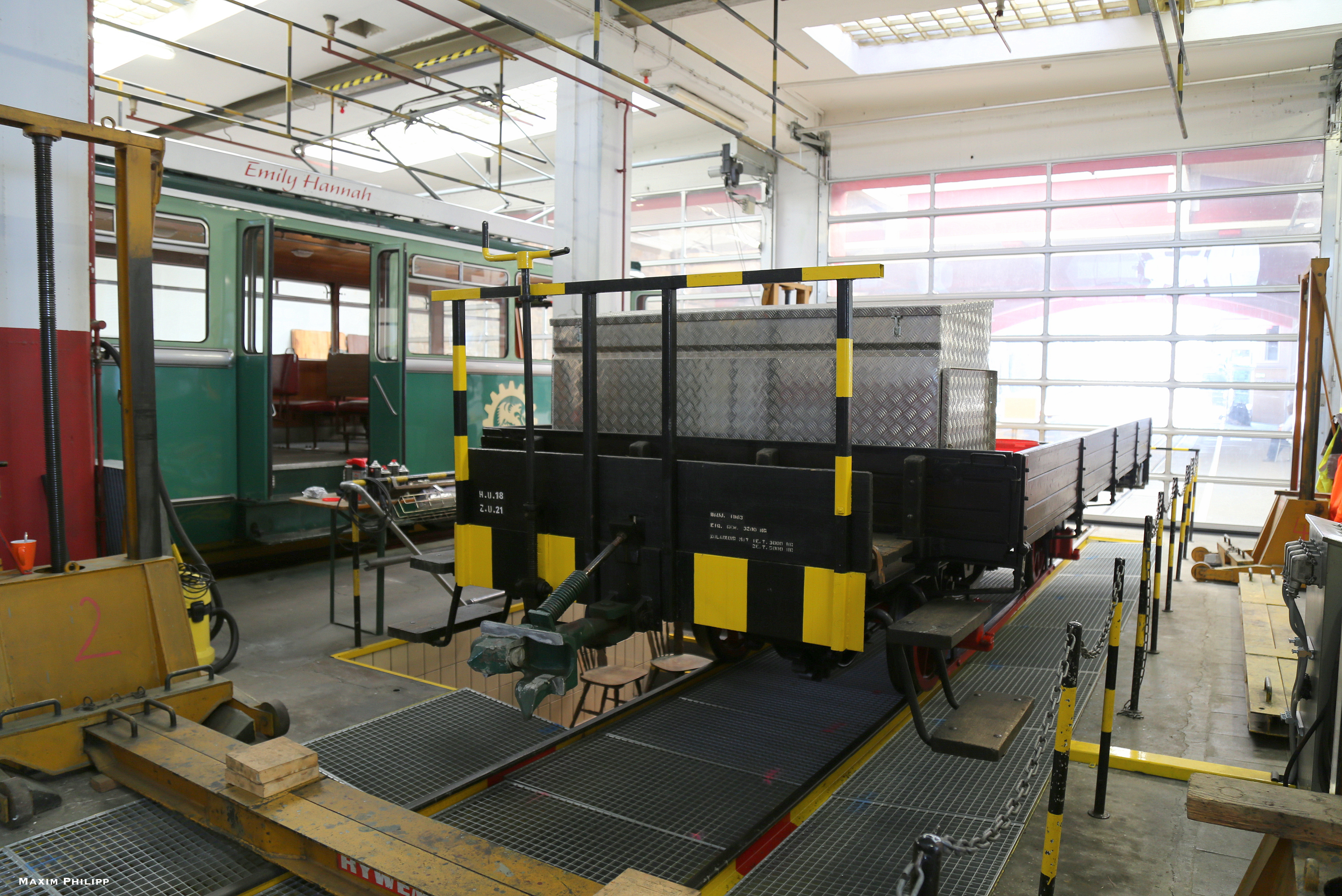
Drachenfels- und Petersbergbahn Niederbordwagen ''1'' (Baujahr 1883, Maschinenfabrik Esslingen)
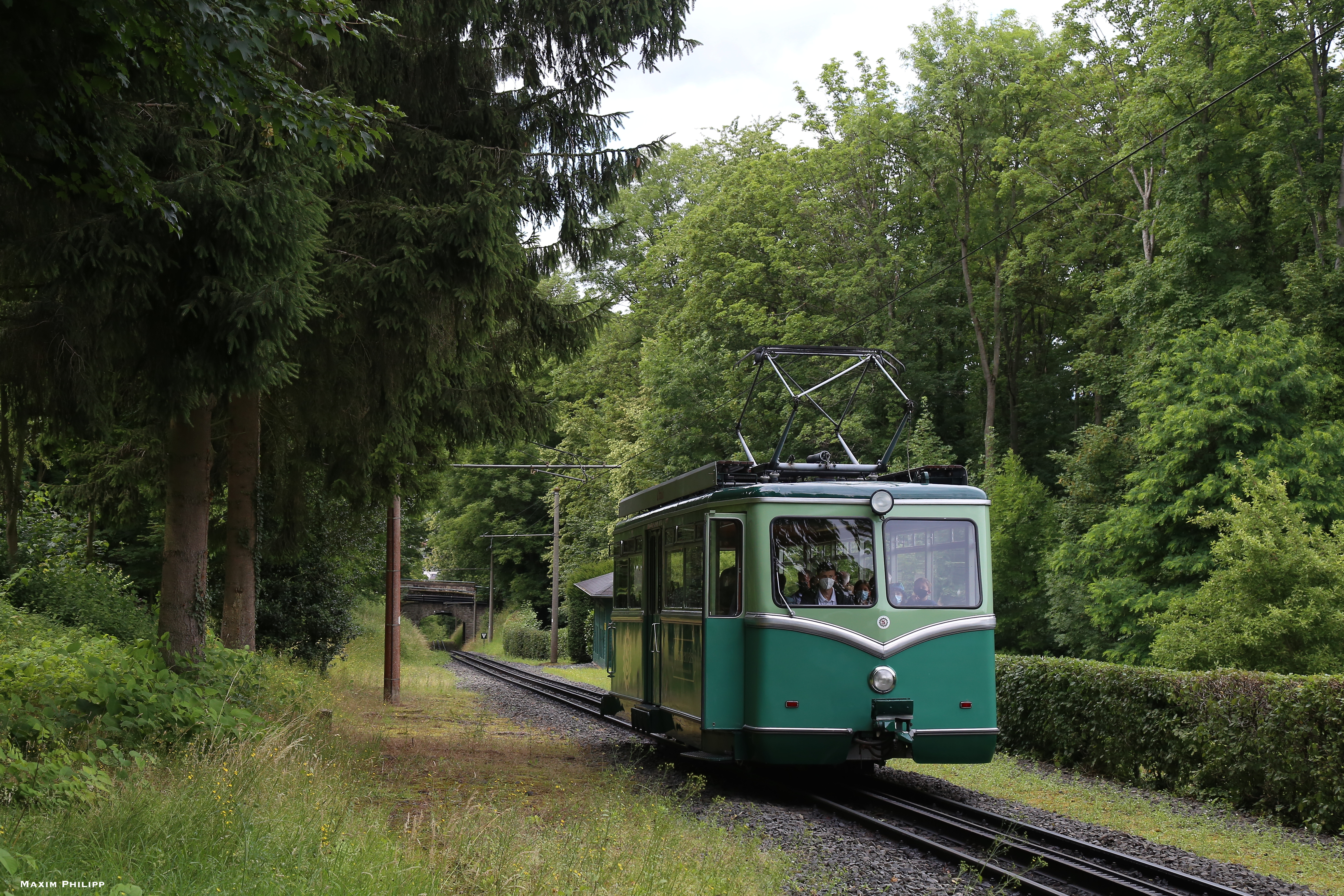
ET2 in Höhe der ehemaligen 1975/1976 verlegten Ausweichstelle. (2021)
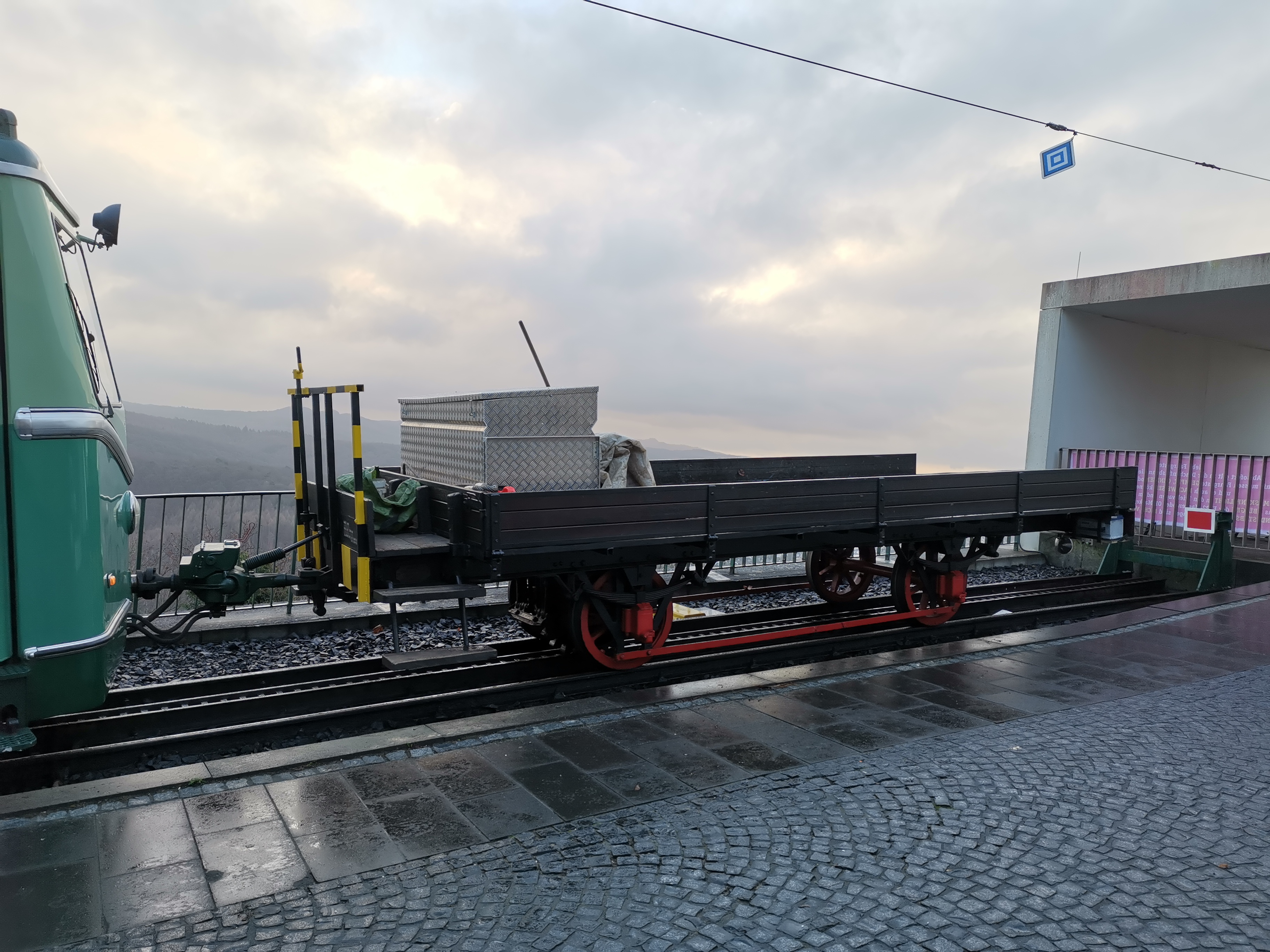
Drachenfelsbahn Niederbordwagen an der Bergstation, Januar 2022
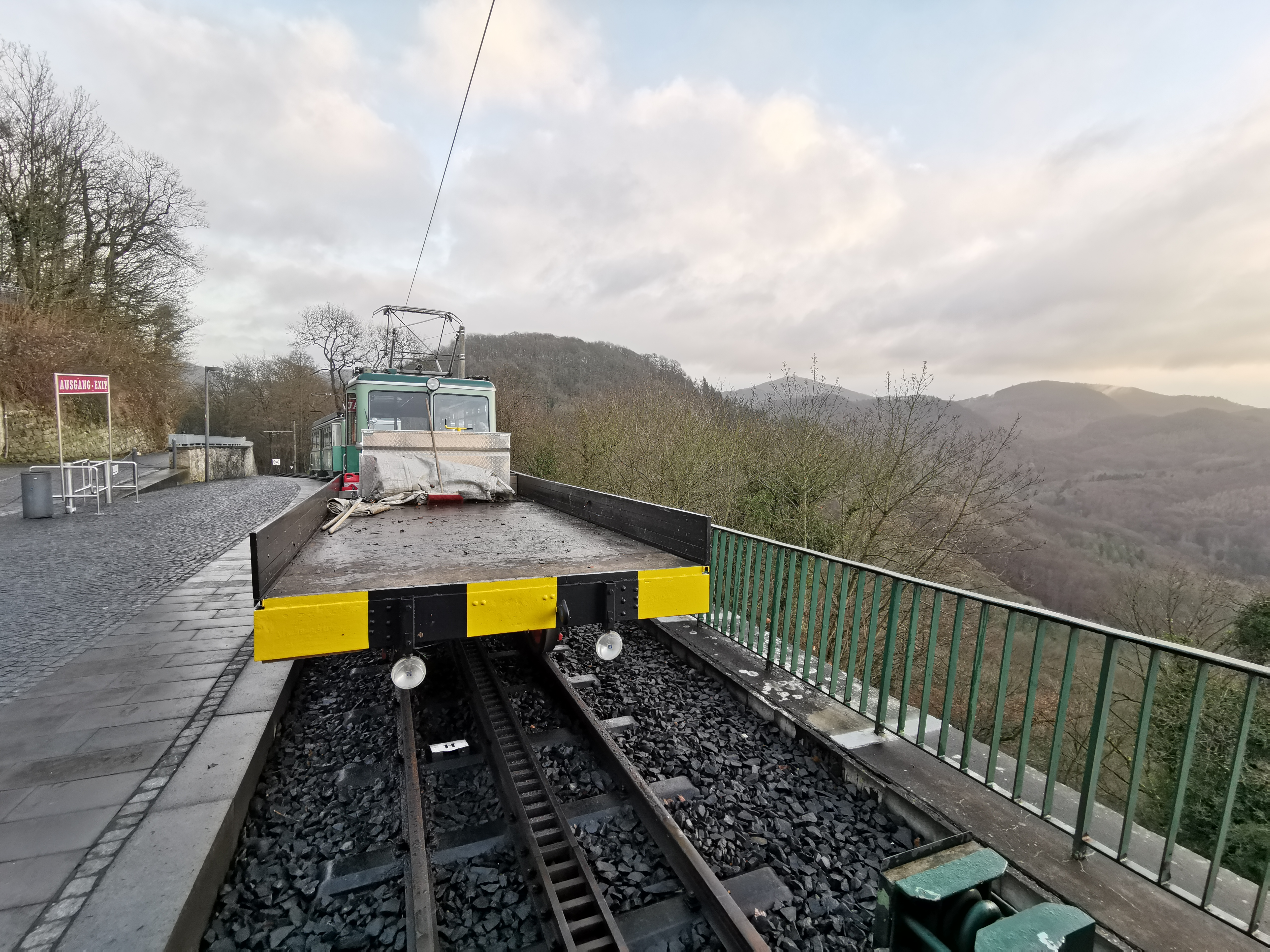
Niederbordwagen (I) mit nachgerüsteten Streckenscheinwerfern (2022)
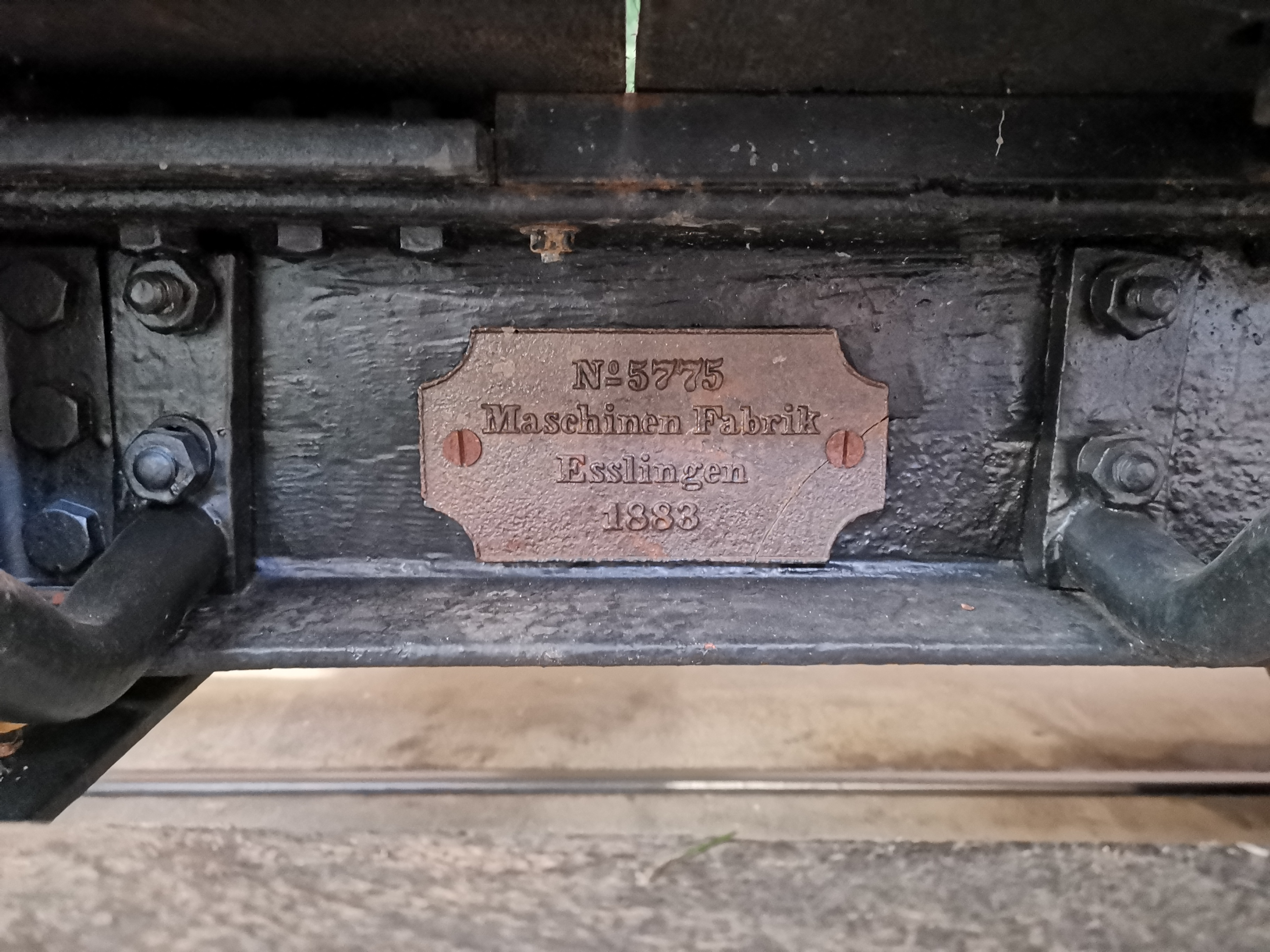
Fabrikschild des Niederbordwagens (I)